# Coronidium elatum
Coronidium elatum, conocida con el nombre vulgar de siempreviva alta, es una especie de planta arbustiva de la familia Asteraceae que se distribuye naturalmente en Australia, desde el sudeste de Queensland, a lo largo de las regiones costeras del este de Nueva Gales del Sur y hasta el extremo oriental de Victoria. Por su floración abundante y su buen crecimiento, se la estima como planta ornamental de jardín.

## Taxonomía
La siempreviva alta fue colectada por el botánico y explorador inglés Allan Cunningham y descrita por él en el trabajo de Augustin Pyrame de Candolle de 1838, titulado Prodromus systematis naturalis regni vegetabilis como Helichrysum elatum. El nombre de la especie proviene del adjetivo latino elatus, que significa «alto». El género Helichrysum se reconoció como polifilético, y muchos de sus miembros fueron transferidos a nuevos géneros. El botánico Paul Graham Wilson creó el nuevo género Coronidium para 17 especies de margaritas de los estados del este de Australia. En 2008, se le dio a esta especie el nuevo nombre de C. elatum.
Se reconocieron tres subespecies. La más importante por su distribución es la subespecie elatum, cuyas hojas presentan lanosidad únicamente en su envés, y sus capítulos se disponen en cimas. Las otras dos subespecies presentan una distribución sumamente restringida. La subespecie vellerosum se encuentra en la cima del Monte Advertencia (Mount Warning) en el parque nacional homónimo, alcanza 1 m de altura y presenta una densa lanosidad en las hojas; sus capítulos son solitarios y se asientan sobre pedúnculos también lanosos. La subespecie minus se localiza únicamente en Point Lookout, ubicado en el Parque nacional Nueva Inglaterra (Nueva Gales del Sur). Alcanza los 80 cm de altura, y tiene hojas más pequeñas, de 8 cm (las otras subespecies tienen hojas de 12 cm en promedio) y más delgadas que las subespecies antes mencionadas.

## Descripción

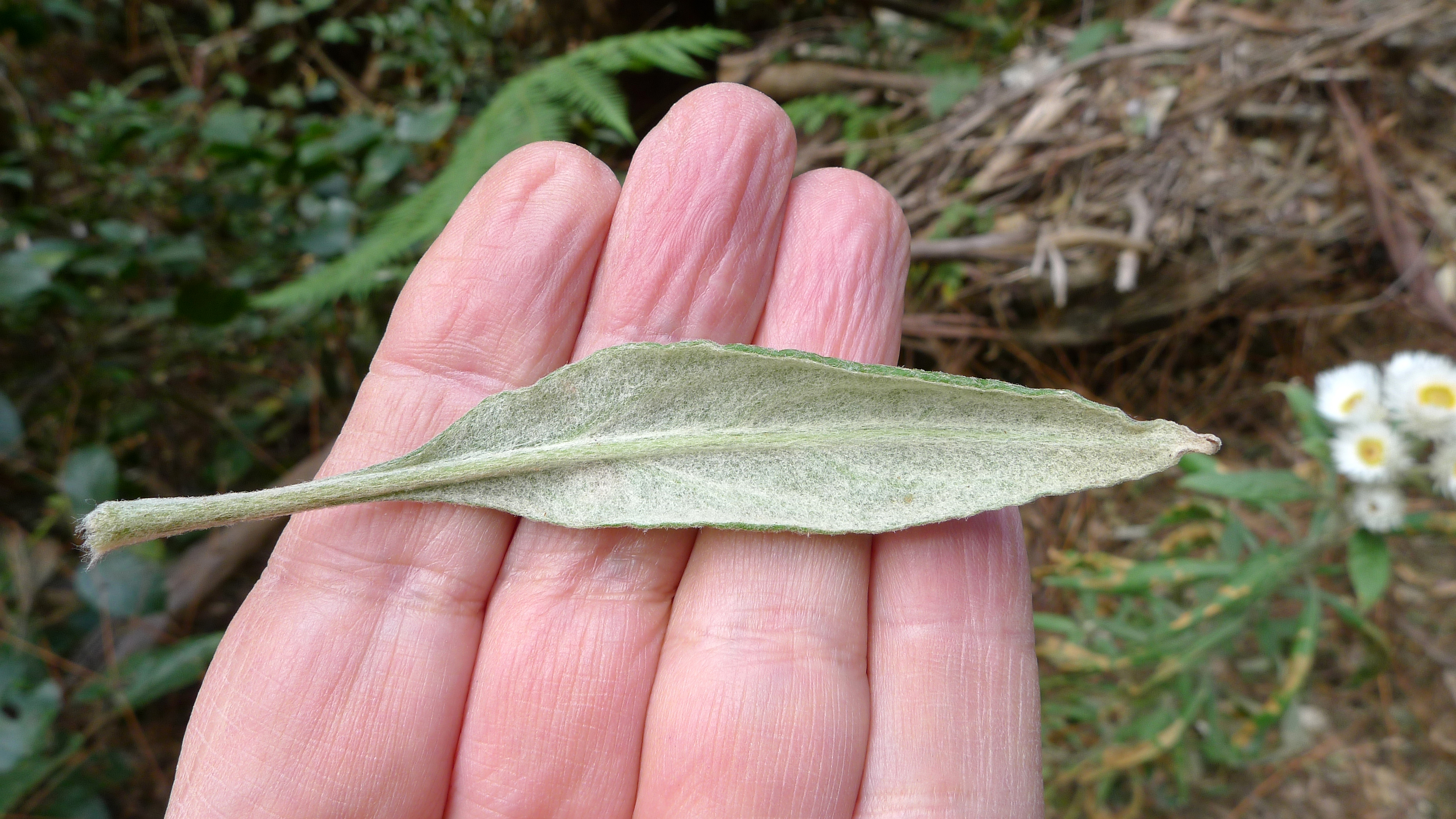
La hoja está cubierta de pelo blanco en el envés.

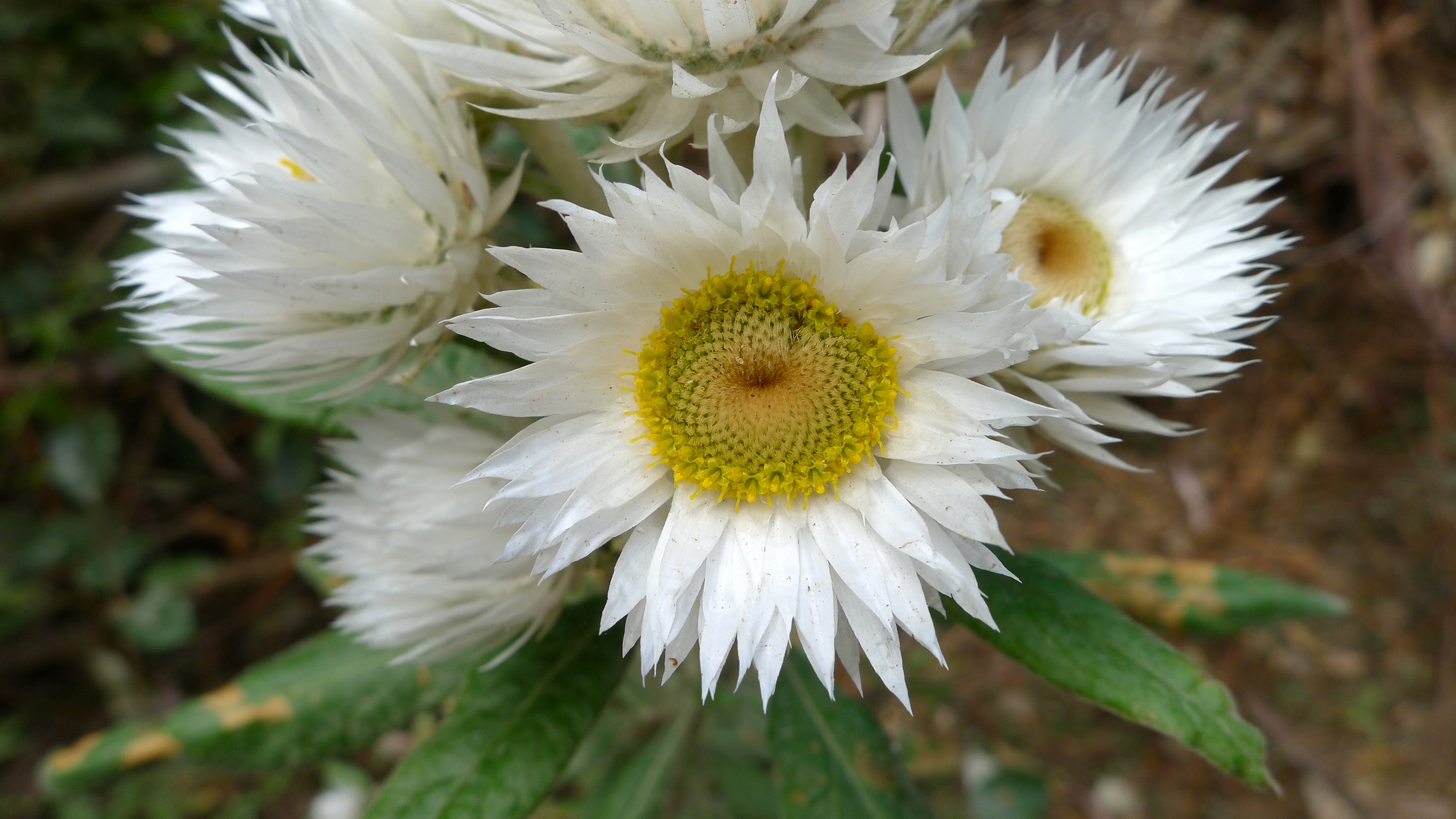
La inflorescencia es un capítulo, de 2,5 a 4,5 cm de diámetro con disco central amarillo y brácteas blancas.

La planta es un arbusto o subarbusto leñoso con un hábito de crecimiento erecto, que mide entre 60 cm y 2 m de altura. La especie no es rizomatosa, carácter sistemático que la diferencia de Coronidium scorpioides y otras especies asociadas. Las hojas, ovadas a elípticas, alcanzan hasta 12 cm de largo. Presentan márgenes enteros, sinuosos u ondulados. La lámina se asienta en un pecíolo de 1-2 cm de largo. Tanto los pecíolos como el envés de las hojas están cubiertas de pelo blanco, mientras que el haz de las hojas se presenta menos cubierto.
Florece entre junio y noviembre, con un máximo en septiembre. Los capítulos, de 2,5 a 4,5 cm de diámetro presentan un disco central de color amarillo y brácteas blancas. Los capítulos son solitarios o se disponen en cimas, según la subespecie. El fruto es una cipsela cilíndrica, de 2–2,5 mm de largo, con pericarpio crustáceo, opaco, de color marrón rojizo oscuro, suave o salpicado con unos pocos idioblastos de 0,05  mm de longitud. El vilano o papus está integrado por pelos filiformes pesistentes.

## Distribución y hábitat
Coronidium elatum se distribuye desde el sector sudeste de Queensland, a lo largo de las regiones costeras del este de Nueva Gales del Sur y hasta el este de Victoria. Crece en suelos de pizarra, basálticos o de arenisca, ricos en nutrientes, en bosques abiertos o en los márgenes de bosques lluviosos, bajo especies tales como Eucalyptus fastigata, Eucalyptus cypellocarpa, Eucalyptus obliqua y Eucalyptus globoidea. Puede abundar después de los incendios forestales y en terrenos perturbados.

## Usos

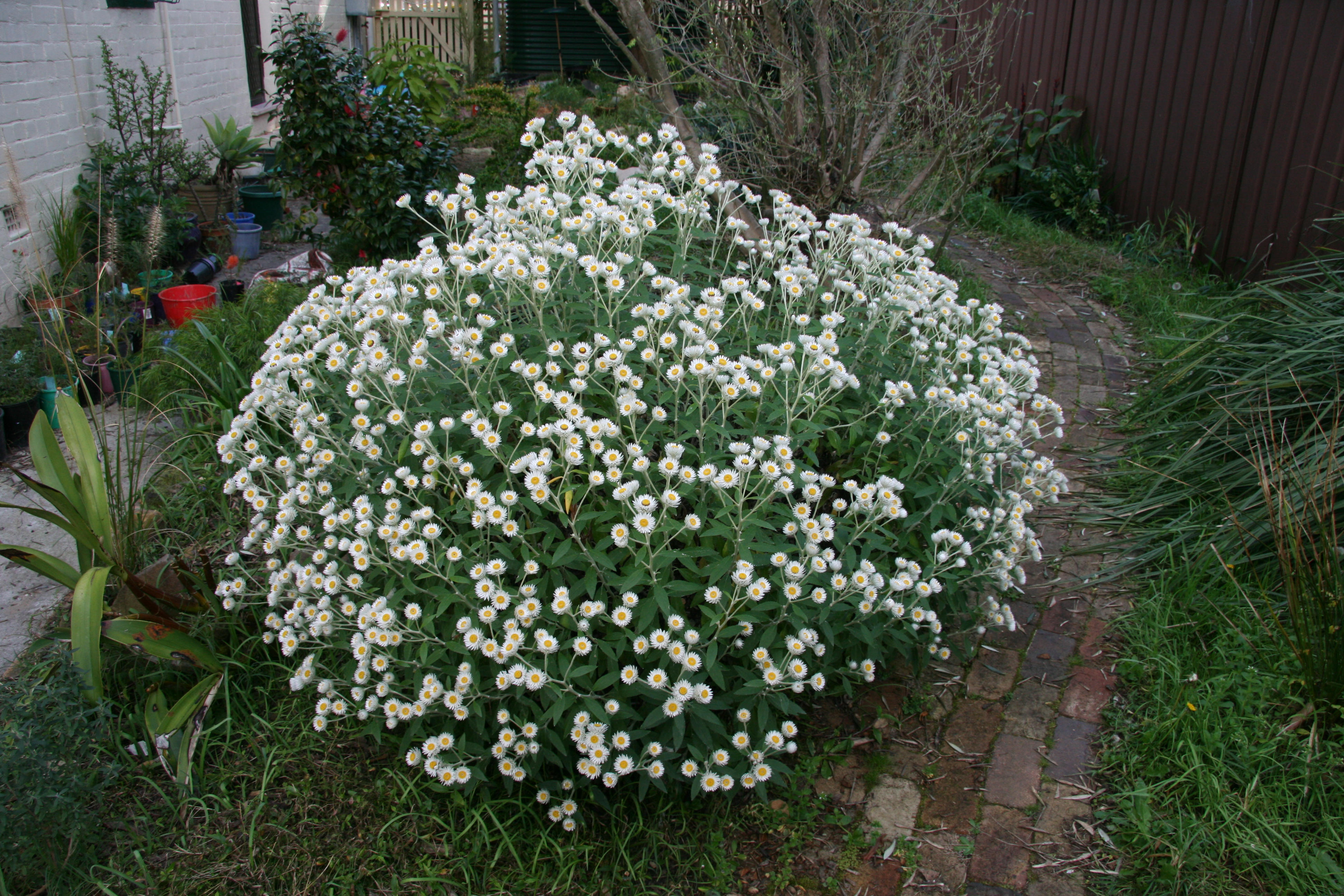
Coronidium elatum cv. 'Sunny Side Up', cultivado como planta de jardín, en Sídney.

Coronidium elatum es una planta de jardín relativamente poco utilizada aunque muy bien considerada, que produce flores abundantes y que crece con rapidez. Es tolerante a las heladas y crece a pleno sol o en semisombra. Se puede propagar por semilla o por esqueje, aunque las estaquillas suelen ser susceptibles a podredumbre.
Un cultivar, conocido como 'Sunny Side Up', se expende comercialmente.